# Hermann Heinrich Voeg
Hermann Heinrich Voeg, auch Hermann Henrich Voeg (* 1712; † 30. Mai 1800 in Lübeck) war ein deutscher Kaufmann und Ratsherr der Hansestadt Lübeck.

## Leben
Der Kaufmann Hermann Heinrich Voeg wurde aus dem Kreis der Kaufleutekorporation der Lübecker Novgorodfahrer 1777 in den Lübecker Rat erwählt. 1799 bat er wegen seines hohen Alters um Entbindung von seinen Aufgaben im Lübecker Rat; dem wurde entsprochen und er wurde als „emeritus“ weiter als Ratsherr mit Bezügen geführt.
Der Jurist und spätere Lübecker Bürgermeister Adolph Hinrich Voeg war ein Sohn aus seiner dritten Ehe.